# Аннулирующий многочлен
Аннули́рующий многочле́н для ма́трицы — многочлен {\displaystyle p(x)}, значение которого для данной квадратной матрицы {\displaystyle A} равно нулевой матрице ({\displaystyle p(A)=0}). Теорема Гамильтона-Кэли утверждает, что значение характеристического многочлена для квадратной матрицы равно нулевой матрице, а значит для каждой квадратной матрицы существует, по крайней мере, один аннулирующий многочлен степени, совпадающей с порядком матрицы.
Аннули́рующий многочле́н для ве́ктора — многочлен, значение которого для данной квадратной матрицы и данного вектора равно нулевому вектору. Иными словами, многочлен {\displaystyle f} является аннулирующим для матрицы {\displaystyle A} и вектора {\displaystyle x}, если {\displaystyle f(A)(x)={\overline {0}}}. По определению ядра, это то же самое, что {\displaystyle x\in \ker f(A)}.